# Diepoltsreuth
Diepoltsreuth ist Ortsteil des Marktes Floß im bayerischen Bezirk Oberpfalz im Landkreis Neustadt an der Waldnaab in Deutschland.

## Geographische Lage
Der Weiler Diepoltsreuth liegt ungefähr fünf Kilometer westlich von Floß östlich der Girnitz am Westhang des 484 Meter hohen Pfaffenrieds.

## Geschichte
Diepoltsreuth (auch: Diepoltsreut, Diepoltzreut, Diepolzreuth, Tiepolzreut) wurde im niederbayerischen Salbuch aus der Zeit zwischen 1269 und 1320 aufgeführt. Perthold Chleistentoler wurde als Eigentümer von drei Höfen genannt. Er musste jährlich sechs mutt Weizen, sechs mutt Korn (Roggen), fünf mutt Hafer, drei mutt Hopfen sowie drei Schweine abliefern.
In diesem Verzeichnis wurden folgende zu Floß gehörigen Ortschaften genannt: Bergnetsreuth, Boxdorf, Diepoltsreuth, Ellenbach, Gösen, Grafenreuth, Hardt, Haupertsreuth, Kalmreuth, Niedernfloß, Oberndorf, Pauschendorf, Ritzlersreuth, Schlattein, Schönberg, Weikersmühle, Welsenhof, Würnreuth, Würzelbrunn.
Diepoltsreuth wurde auch im Böhmischen Salbüchlein genannt.
Es wurden für Diepoltsreuth fünf Höfe verzeichnet, die jährlich zusammen drei Schweine, 16 Käse, 150 Eier und drei mutt Hopfen Abgaben leisten mussten.
Das Böhmische Salbüchlein enthielt Aufzeichnungen aus der Zeit von 1366 bis 1373 für alle Ortschaften, die im oben zitierten niederbayerischen Salbuch genannt wurden und zusätzlich Plankenhammer als hamer zu Mekenhofen.
Diepoltsreuth ist im Salbuch von 1416/1440 verzeichnet. Es wurden die folgenden sieben Bauernfamilien in Diepoltsreuth genannt: Hannß Pinder, Vlerich Kurz, Vlerich Widenhauer, Wollfarth Widenhauer, Hainzel, Peßolt Lindtner, Prunner.
Als Scharwerkdienste mussten Hannß Pinder, Hainzel, Peßolt Lindtner, Prunner Mist laden, ackern, holzrücken, düngen, wenn darum gebeten wurde.
Die Abgaben für alle sieben Bauernhöfe zusammen betrugen im Jahr elf Achtl Korn, ein Achtl Weizen, viereinhalb Achtl Gerste, acht Achtl Hafer, 28 Käse, 210 Eier, vier Hühner sowie ein halber Napf Öl.
Bargeld musste von den sieben Bauern zusammen zu Walburgi und zu Michelstag jeweils vier Pfund, zweieinhalb Schilling gezahlt werden.
Dieses Salbuch, mit Informationen über die zu Floß gehörenden Ortschaften stammt aus der Zeit 1416 bis 1440.
In ihm erschienen folgende zu Floß gehörende Ortschaften, wie in den beiden älteren Salbüchern: Bergnetsreuth, Boxdorf, Diepoltsreuth, Ellenbach, Gösen, Grafenreuth, Hardt, Haupertsreuth, Niedernfloß, Oberndorf, Pauschendorf, Ritzlersreuth, Schlattein, Schönberg, Welsenhof, Würnreuth, Würzelbrunn. Es fehlten: Kalmreuth, Plankenhammer, Weikersmühle.
Hinzu kamen: Fehrsdorf, Gailertsreuth, Konradsreuth, Meierhof, Wilkershof.
In einem Verzeichnis der Mannschaften um das Jahr 1559 wurden die folgenden zu Floß gehörigen Ortschaften aufgeführt: Bergnetsreuth, Boxdorf, Diebersreuth, Diepoltsreuth, Ellenbach, Fehrsdorf, Gailertsreuth, Gösen, Grafenreuth, Hardt, Haupertsreuth, Höfen, Konradsreuth, Meierhof, Niedernfloß, Oberndorf, Pauschendorf, Plankenhammer, Ritzlersreuth, Schnepfenhof, Schönberg, Steinfrankenreuth, Weikersmühle, Welsenhof, Wilkershof, Würnreuth, Würzelbrunn.
Für Diepoltsreuth wurden die folgenden sieben Mannschaften verzeichnet: Thoman Wiedenhover, Hanns Lintner, Hanns Fuchs, Linhardt Rüdell, Mertenn Winter, Hanns Mages, Michael Mages.

### 17. Jahrhundert
Während des Dreißigjährigen Krieges zogen in den Jahren 1620 und 1621 die Mansfeldischen Soldaten durch Diepoltsreuth. Dabei raubten sie den Bauern Geld, Vieh, Getreide, Lebensmittel, Kleidung, Wäsche, Betten, kupferne Pfannen und Töpfe, Werkzeuge, Waffen usw., fischten die Weiher ab und verbrannten und zerstörten die Bauernhöfe. Eine Schadensaufstellung für Diepoltsreuth aus dem Jahr 1621 ergab einen Schaden von insgesamt 847 Gulden und 51 Kreuzer.
Im Hof der Friedrichsburg in Vohenstrauß fand 1650 die Erbhuldigung gegenüber Pfalzgraf von Pfalz-Sulzbach Christian August statt.
Diepoltsreuth erscheint auf der Huldigungsliste mit den sieben Hofbesitzern: Nicoll Winder, Michael Winder, Hannß Riebl, Hannß Kost, Cunz Ridter, Hannß Hirtdenberger, Michael Beumbler.
Im Jahr 1652 wird Diepoltsreuth beschrieben mit fünf Höfen, einem Halbhof und einem Gütl.
Seine Einwohner zu dieser Zeit waren sechs Bauern, nämlich fünf Ehepaare, ein Lediger, eine Witwe und acht Kinder. Das Vieh bestand aus fünf Pferden, 14 Ochsen, 16 Kühen, 29 Jungrindern, 18 Schweinen sowie 49 Schafen.

### 18. Jahrhundert
Eine Beschreibung des Fürstlichen Pflegamtes Floßerbürg aus dem Jahr 1704 verzeichnete für Diepoltsreuth sieben Mannschaften, fünf Höfe und zwei halbe Höfe.
In einer historisch-statistischen Beschreibung des Pflegamtes Floß von 1794 wurden für Diepoltsreuth sechs Bauern, ein Gütler, ein Hirte sowie insgesamt 47 Einwohner aufgeführt.
Um 1800 hatte Diepoltsreuth acht Häuser und 61 Einwohner.

### 19. Jahrhundert bis Gegenwart
Anfang des 19. Jahrhunderts wurde Diepoltsreuth Steuerdistrikt und zugleich Ruralgemeinde.
Zum Steuerdistrikt Diepoltsreuth gehörten außer Diepoltsreuth der Weiler Ritzlersreuth und die Einöden Schnepfenhof und Schönberg. Der Steuerdistrikt Diepoltsreuth hatte insgesamt 190 Einwohner und 19 Wohngebäude.
Die Ortschaft Diepoltsreuth hatte 1817 67 Einwohner in acht Wohngebäuden, 1861 68 Einwohner und 1961 29 Einwohner und sechs Wohngebäude.
1946 wurde Diepoltsreuth nach Gailertsreuth eingemeindet.
Am 1. Januar 1972 wurde die Gemeinde Gailertsreuth und damit auch Diepoltsreuth in den Markt Floß eingegliedert.

## Einwohnerentwicklung der Gemeinde Diepoltsreuth von 1861 bis 1961
| Jahr | Einwohner |
| ---- | --------- |
| 1861 | 107       |
| 1871 | 106       |
| 1880 | 120       |
| 1890 | 109       |
| 1900 | 96        |

| Jahr | Einwohner |
| ---- | --------- |
| 1910 | 87        |
| 1919 | 86        |
| 1933 | 75        |
| 1939 | 73        |
| 1961 | 29        |

## Hausnamen in Diepoltsreuth
- Saml: Diepoltsreuth 1, Abkürzung von Samuel, ein früherer Besitzer.
- Guatbauer: Diepoltsreuth 7, seit 1739, von Gutbauernhof (1/4 Hof).[18]